# Barra Strait
Barra Strait är ett sund i Kanada.   Det ligger i provinsen Nova Scotia, i den östra delen av landet, 1 200 km öster om huvudstaden Ottawa.
Runt Barra Strait är det ganska glesbefolkat, med 34 invånare per kvadratkilometer.